# 토마스 데메지에르

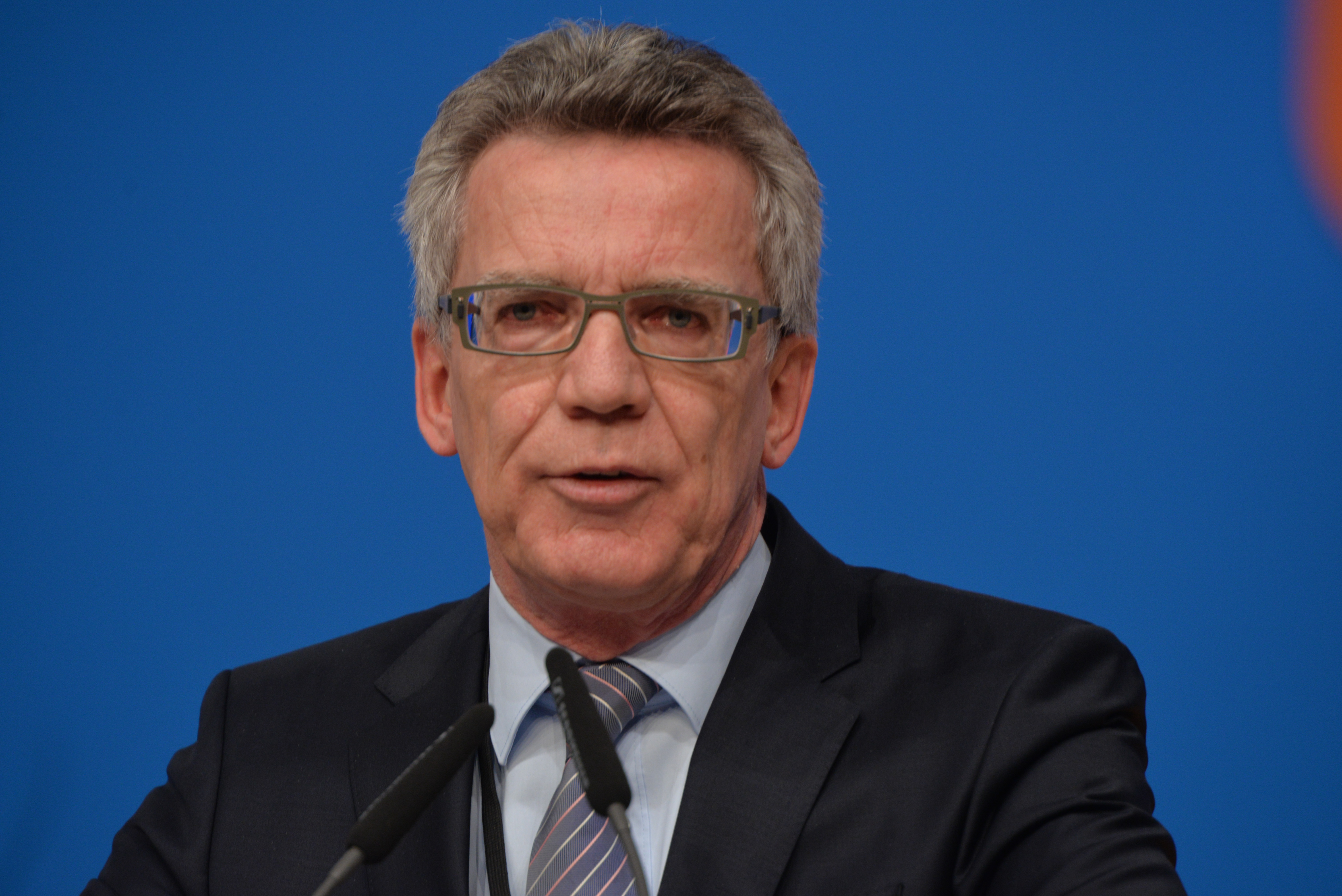

카를 에른스트 토마스 데메지에르(독일어: Karl Ernst Thomas de Maizière, 1954년 1월 21일 ~ )은 독일의 정치인이다.